# Línea 5 (Urbanos de Getafe)
La línea 5 de la red de autobuses urbanos de Getafe une el barrio de Buenavista con la estación de Getafe Sector 3.

## Características
Fue puesta en servicio el 3 de noviembre de 2018, y ampliada posteriormente por el barrio de Buenavista el 23 de enero de 2023.
La línea circula exclusivamente por el término municipal de Getafe. Como bien se expresa en la numeración interna del CRTM, recibe el número 5065. El primer dígito corresponde a la línea, en este caso la línea 5. Y los últimos tres dígitos corresponden al municipio por el que circula, en este caso 065 corresponde al municipio de Getafe.
La línea no mantiene los mismos horarios todo el año, desde el 1 al 31 de agosto se reducen el número de expediciones, además de los días excepcionales vísperas de festivo y festivos de Navidad en los que los horarios también cambian y se reducen. Circula únicamente de lunes a viernes laborables.
Está operada por Avanza Movilidad Integral mediante concesión administrativa del Consorcio Regional de Transportes de Madrid.

## Horarios

### 1 septiembre - 31 julio
| Lunes a viernes laborables |                         |
| Buenavista > Sector III    | Sector III > Buenavista |
| 07:05                      | 07:30                   |
| 07:55                      | 08:20                   |
| 08:45                      | 09:10                   |
| 09:35                      | 10:00                   |
| 10:25                      | 10:50                   |
| 11:15                      | 11:40                   |
| 12:05                      | 12:30                   |
| 12:55                      | 13:20                   |
| 13:45                      | 14:10                   |
| 14:35                      | 15:00                   |
| 15:25                      | 15:25                   |
| 15:50                      | 15:50                   |
| 16:15                      | 16:15                   |
| 16:40                      | 16:40                   |
| 17:05                      | 17:05                   |
| 17:30                      | 17:30                   |
| 17:55                      | 17:55                   |
| 18:20                      | 18:20                   |
| 18:45                      | 18:45                   |
| 19:10                      | 19:10                   |
| 19:35                      | 20:00                   |
| 20:25                      | 20:50                   |
| 21:15                      | 21:40                   |
| 22:20                      | 22:45                   |

### 1 - 31 agosto
| Lunes a viernes laborables |                         |
| Buenavista > Sector III    | Sector III > Buenavista |
| 07:05                      | 07:30                   |
| 07:55                      | 08:20                   |
| 08:45                      | 09:10                   |
| 09:35                      | 10:00                   |
| 10:25                      | 10:50                   |
| 11:15                      | 11:40                   |
| 12:05                      | 12:30                   |
| 12:55                      | 13:20                   |
| 13:45                      | 14:10                   |
| 14:35                      | 15:00                   |
| 15:25                      | 15:50                   |
| 16:15                      | 16:40                   |
| 17:05                      | 17:30                   |
| 17:55                      | 18:20                   |
| 18:45                      | 19:10                   |
| 19:35                      | 20:00                   |
| 20:25                      | 20:50                   |
| 21:15                      | 21:40                   |
| 22:05                      | 22:30                   |

## Recorrido y paradas

### Sentido Sector III
| Código | Parada                                        | Común con | Conexiones con Metro y Cercanías |
| ------ | --------------------------------------------- | --------- | -------------------------------- |
| 21010  | Av. del 14 de abril - General Miaja           |           |                                  |
| 21009  | Av. del 14 de abril - Margarita Fuente        |           |                                  |
| 19209  | Av. Manuel Azaña - P.º Juan Hernández Sarabia | 441       |                                  |
| 20020  | Av. Manuel Azaña - Av. Luis Araquistain       | 441       |                                  |
| 20425  | Av. Isabel Palencia - Av. Segunda República   |           |                                  |
| 20427  | Fuente Antón Merlo - Av. Juan Carlos I        |           |                                  |
| 08288  | Av. Juan Carlos I - Sauces                    | 2         |                                  |
| 08340  | Av. Juan Carlos I - Oficina Correos           | 2         |                                  |
| 08270  | Av. Arcas del Agua - C. C. Getafe 3           | 1 444     |                                  |
| 08269  | Av. Arcas del Agua - Est. Conservatorio       | 1 444     | Conservatorio                    |
| 08267  | Av. Arcas del Agua - Colegio                  | 1 444     |                                  |
| 08264  | Av. Juan Carlos I - Policía Local             | 1 444     |                                  |
| 08302  | Av. Juan Carlos I - Pza. Príncipe de Asturias | 1 444     |                                  |
| 11712  | Getafe Sector 3 - Estación                    | 1         | Getafe Sector 3                  |

### Sentido Buenavista
| Código | Parada                                        | Común con | Conexiones con Metro y Cercanías |
| ------ | --------------------------------------------- | --------- | -------------------------------- |
| 11712  | Getafe Sector 3 - Estación                    | 1         | Getafe Sector 3                  |
| 08265  | Av. Arcas del Agua - Av. Juan Carlos I        | 1 444     |                                  |
| 08266  | Av. Arcas del Agua - Colegio                  | 1 444     |                                  |
| 08268  | Av. Arcas del Agua - Est. Conservatorio       | 1 444     | Conservatorio                    |
| 20429  | Av. Arcas del Agua - C. C. Getafe 3           |           |                                  |
| 08259  | Av. Juan Carlos I - Oficina de Correos        | 2         |                                  |
| 08261  | Av. Juan Carlos I - Descubrimiento            | 2 441     |                                  |
| 21007  | Fuente Antón Merlo - Av. Juan Carlos I        |           |                                  |
| 20426  | Av. Isabel de Palencia - Lina Odena           | 441       |                                  |
| 19212  | Av. Manuel Azaña - P.º María Lejárraga        | 441       |                                  |
| 19210  | Av. Manuel Azaña - P.º Ignacio H. De Cisneros | 441       |                                  |
| 21008  | Av. del 14 de abril - Av. Joaquín Chapaprieta |           |                                  |
| 21010  | Av. del 14 de abril - General Miaja           |           |                                  |